# Copa Master de Supercopa
La Copa Master de Supercopa est une ancienne compétition sud-américaine de football organisée par la CONMEBOL.
La compétition n'a connu que deux éditions, en 1992 et 1994, remportées respectivement par le CA Boca Juniors et le Cruzeiro EC.
La Copa Master de Supercopa opposait l'ensemble des vainqueurs de la Supercopa Sudamericana.

## Palmarès
| Année | Vainqueur    | Score cumulé | Finaliste    | Aller        | Retour       |
| ----- | ------------ | ------------ | ------------ | ------------ | ------------ |
| 1992  | Boca Juniors | 2 - 1        | Cruzeiro     | Match unique | Match unique |
| 1994  | Cruzeiro     | 1 - 0        | Club Olimpia | 0 - 0        | 1 - 0        |

## Bilans

### Bilan par club
| Club         | Titres | Finales perdues | Années des victoires | Années des finales perdues |
| ------------ | ------ | --------------- | -------------------- | -------------------------- |
| Cruzeiro     | 1      | 1               | 1994                 | 1992                       |
| Boca Juniors | 1      | 0               | 1992                 |                            |
| Club Olimpia | 0      | 1               |                      | 1994                       |

### Bilan par pays
| Pays      | Victoires | Finales perdues | Clubs vainqueurs | Clubs finalistes |
| --------- | --------- | --------------- | ---------------- | ---------------- |
| Brésil    | 1         | 1               | Cruzeiro (1)     | Cruzeiro (1)     |
| Argentine | 1         | 0               | Boca Juniors (1) | -                |
| Paraguay  | 0         | 1               | -                | Club Olimpia (1) |